# Mary Almy
Mary Almy (1883–1967) va ser una arquitecta nord-americana, una de les primeres a integrar un estudi format només per dones.

## Biografia
Almy es va criar a Cambridge, Massachusetts. Sent una nena, va contreure polio i va haver de caminar amb crosses la resta de la seva vida. En 1905 es va graduar del Radcliffe College. Va ensenyar en petites escoles privades i va començar a interessar-se per l'arquitectura. Aquest interès va portar a la seva família a generar-li entusiasme en el disseny d'una casa de camp en Cap Cod. En 1917 va estudiar la carrera d'arquitectura en el Massachusetts Institute of Technology. Va obtenir el grau en 1919.

## Trajectòria
Després de graduar-se va treballar com a dibuixant en una signatura londinenca anomenada Collcut i Hamp, durant uns  dos anys. En la dècada dels vint, es va convertir en redactora d'una signatura de Boston, propietat de Lois Howe i Eleanor Manning O'Connor. En 1926 es va fer membre de l'Institut Americà d'Arquitectes, i sòcia de la signatura Howe, Manning & Almy, Inc. El seu treball es va focalitzar en el disseny i desenvolupament d'habitatges de petita escala per a famílies d'ingrés mitjà. Si bé la petita escala sorgia com un concepte nou a l'espai domèstic urbà (generalment es construïen en entorns més allunyats, com a cases d'estiueig) era també una necessitat imposada pels processos polítics i socioeconòmics en l'àmbit mundial. Un dels primers encàrrecs que van realitzar quan Almy es va unir a la signatura va ser la casa per a la seva mare que va servir de residència temporaria per al Governador Joseph Ely.
Malgrat sobreviure a la Gran Depressió, la signatura va haver de tancar les portes en 1937 després del retir de Howe. Manning i Almy van continuar en la pràctica privada, amb Almy fins i tot treballant amb l'arquitecta Henrietta Pope.

## Reconeixements
En 1926, Howe, Manning & Almy van guanyar el primer premi en la competència de cases Cap Cod que havia organitzat la Cap Cod Real Estate Board amb la casa per a la mare de Almy. Aquest habitatge va ser una de les 10 triades per House Beautiful's Small House Competition. Els plànols van aparèixer en el nombre de maig de 1929 i van ser exhibits en tots els Estats Units
Els projectes i construccions de les arquitectes van aconseguir àmplia difusió en exemplars de revistes tals com McCall's, Architecture i American Architect and Architecture.

## Llegat
Tots els treballs escrits de Mary romanen sota el poder de Howe, Manning and Almy, i estan localitzats en la llibreria Schlesinger en el Col·legi Radcliffe.